# Codi ISIN
ISIN és l'acrònim d'International Securities Identification Numbering system.
El codi ISIN té com a finalitat identificar de forma unívoca a un valor mobiliari a nivell internacional. Es compon de 12 caràcters alfanumèrics amb l'estructura següent:
- Els dos primers corresponen al codi del país de l'agència de codificació que assigna el codi segons es tracti de valors de renda fixa, renda variable, ADR, etc.
- Els següents nou caràcters contenen el codi nacional d'identificació del valor en cada país. L'estructura i grandària d'aquest codi queden al criteri de l'agència de codificació del país.
- L'últim caràcter és un dígit de control.

A Espanya, la CNMV a través de l'Agència Nacional de Codificació assigna codi ISIN als productes següents:
- Accions
- Drets de subscripció i warrants
- Opcions financeres
- Futurs
- Participacions en Fons d'Inversió
- Subjacents
- Deute públic
- Obligacions, cèdules, bons i participacions hipotecàries emeses per entitats públiques i privades
- Pagarés d'empresa

Poden dirigir-se a l'Agència Nacional de Codificació per a sol·licitar l'assignació de codi ISIN:
- Entitats emissores
- Bancs
- Caixes d'Estalvis
- Entitats de Crèdit
- Societats i Agències de Valors
- Mercats de Valors i de productes derivats
- Servei de Compensació i Liquidació de Valors (SCLV)
- Institucions d'Inversió Col·lectiva.

El sol·licitant d'assignació ha de facilitar a l'Agència les dades i la documentació necessària perquè es pugui constatar l'existència de l'emissió i la característica de valor codificable. Per a consultar codis d'emissions estrangeres n'hi ha prou amb dirigir consulta a aquest mateix organisme.